# Podświślina
Podświślina – część wsi Radkowice w Polsce, położona w województwie świętokrzyskim, w powiecie starachowickim, w gminie Pawłów.
W latach 1975–1998 Podświślina administracyjnie należała do województwa kieleckiego.